# Viggo Sanne
Viggo Agathon Hagbarth Sanne (Christiania, 10 d'agost de 1840 - Copenhaguen, 22 de juliol de 1896 va ser un musicòleg i músic danès. El 1865 s'havia casat amb Eliza Sanne.
Deixeble de Tofte i de Gebauer, ingressà en la Capella reial, fou des de 1874 cantor en una església de Copenhaguen, i el 1880 se'l nomenà inspector d'ensenyança del cant en les escoles de Dinamarca.
Va escriure diversos tractats musicals i va compondre gran nombre de lieder i de cants infantils, molt populars en el seu país.